# 齐鸿章
齐鸿章（1910年—1975年）字印輝，江西省进贤县人。中华民国海军中将，第三舰队司令官。

## 生平
1932年7月考入海军电雷学校第一期航海科，1934年12月毕业。他与黎玉玺是同学。后入德国基尔快艇训练班和要塞炮训班、美国海军训练团受训。在海军中历任队副、枪炮副、艇长、队长、教官、参谋等职。1945年任永定舰中校舰长。1947年任第一舰队参谋长。1948年底任太和舰上校舰长。1949年任海军第一舰队参谋长兼太和舰舰长。1950年5月任第三舰队司令、代将军衔，兼粤南防卫司令。
1950年5月25日，中国人民解放军发起万山群岛战役，当天的清洲島登陸戰中，所乘旗舰太和号遭解放军的解放号炮艇攻击，一发炮弹命中作战的舰桥，齐鸿章被打断一只胳膊。伤愈后任大陈舰队司令，海军少将军衔，参加了一江山战斗。1954年任海军士官学校校长。1958年任海军第二军区（澎湖）少将司令。1962年任金門防衛司令部海军副司令。1964年任海军指挥参谋大学中将校长。1975年病逝。